# Drag Race Philippines (prima edizione)
La prima edizione di Drag Race Philippines è andata in onda nelle Filippine dal 17 agosto al 12 ottobre 2022 sulle piattaforme streaming Discovery+ e HBO Go.
Il 27 luglio 2022 vengono annunciate le dodici concorrenti, provenienti da tutte le Filippine, che hanno l'obiettivo di essere incoronate come la prima Philippines' Next Drag Superstar.
Precious Paula Nicole, vincitrice dell'edizione, ha guadagnato come premio 1000000 ₱, una fornitura di un anno di cosmetici della ONE/SIZE Beauty Cosmetics, una corona e uno scettro di Fierce Drag Jewels.
Marina Summers ha successivamente partecipato alla seconda edizione di RuPaul's Drag Race: UK vs the World, mentre Eva Le Queen ha preso parte alla prima edizione di RuPaul's Drag Race Global All Stars.

## Concorrenti
Le dodici concorrenti che prendono parte al reality show sono:
| Concorrente           | Vero nome                        | Età | Città                        | Posizionamento |
| --------------------- | -------------------------------- | --- | ---------------------------- | -------------- |
| Precious Paula Nicole | Rodolfo Hontiveros Gabriel II    | 34  | Daet – Camarines Norte       | Vincitrice     |
| Marina Summers        | Adrian Matthew Guinto Alabado    | 25  | Makati – Metro Manila        | 2º posto       |
| Eva Le Queen          | Jan Lamban                       | 34  | Marikina – Metro Manila      | 3º/4º posto    |
| Xilhouete             | Wong Israel                      | 34  | Cabanatuan – Nueva Ecija     | 3º/4º posto    |
| Minty Fresh           | Min Ortiz                        | 31  | Quezon City – Metro Manila   | 5º posto       |
| Brigiding             | Gigi Aricheta                    | 29  | Mandaluyong – Metro Manila   | 6º posto       |
| Viñas DeLuxe          | Christian Viñas                  | 25  | San Jose del Monte – Bulacan | 7º posto       |
| Lady Morgana          | Joemark Somosot                  | 30  | Davao – Davao del Sur        | 8º posto       |
| Turing                | John Arthur Quinto               | 29  | Cainta – Rizal               | 9º posto       |
| Gigi Era              | Dave Mark Evangelio              | 38  | Melbourne – Australia        | 10º posto      |
| Corazon               | Lenard Timothy Medrano Arguelles | 34  | Bolinao – Pangasinan         | 11º posto      |
| Prince                | Prince de Castro                 | 25  | Calumpit – Bulacan           | 12º posto      |

## Tabella eliminazioni
| Ordine | Episodi   | Episodi   | Episodi   | Episodi   | Episodi   | Episodi   | Episodi   | Episodi   | Episodi   | Episodi               |
| Ordine | 1         | 2         | 3         | 4         | 5         | 6         | 7         | 8         | 9         | 10                    |
| ------ | --------- | --------- | --------- | --------- | --------- | --------- | --------- | --------- | --------- | --------------------- |
| 1      | Minty     | Viñas     | Turing    | Precious  | Marina    | Xilhouete | Minty     | Xilhouete | Marina    | Precious Paula Nicole |
| 2      | Eva       | Minty     | Brigiding | Marina    | Precious  | Eva       | Marina    | Eva       | Eva       | Marina Summers        |
| 3      | Marina    | Precious  | Eva       | Viñas     | Xilhouete | Marina    | Xilhouete | Precious  | Precious  | Eva Le Queen          |
| 4      | Turing    | Xilhouete | Morgana   | Xilhouete | Minty     | Precious  | Brigiding | Marina    | Xilhouete | Xilhouete             |
| 5      | Viñas     | Marina    | Marina    | Brigiding | Eva       | Viñas     | Precious  | Minty     | Minty     |                       |
| 6      | Corazon   | Eva       | Precious  | Eva       | Viñas     | Brigiding | Eva       | Brigiding |           |                       |
| 7      | Brigiding | Brigiding | Viñas     | Minty     | Brigiding | Minty     | Viñas     |           |           |                       |
| 8      | Gigi      | Morgana   | Minty     | Morgana   | Morgana   |           |           |           |           |                       |
| 9      | Precious  | Gigi      | Xilhouete | Turing    |           |           |           |           |           |                       |
| 10     | Xilhouete | Turing    | Gigi      |           |           |           |           |           |           |                       |
| 11     | Morgana   | Corazon   |           |           |           |           |           |           |           |                       |
| 12     | Prince    |           |           |           |           |           |           |           |           |                       |

Legenda:
     La concorrente ha vinto la gara
     La concorrente è arrivata in finale ma non ha vinto la gara
     La concorrente è arrivata in finale, ma è stata eliminata
     La concorrente ha vinto la puntata
     La concorrente figura tra le prime ma non ha vinto la puntata
     La concorrente è salva ed accede alla puntata successiva (l'ordine di chiamata è casuale)
     La concorrente figura tra le ultime ma non ed è a rischio eliminazione
     La concorrente figura tra le ultime 2 ed è a rischio eliminazione
     La concorrente è stata eliminata

## Giudici
- Paolo Ballesteros
- Jiggly Caliente
- KaladKaren
- BJ Pascual
- Jon Santos
- Rajo Laurel

### Giudici ospiti
- Boy Abunda
- Nadine Lustre
- Patrick Starrr
- Pia Wurtzbach
- Pops Fernandez
- Pokwang
- Regine Velasquez-Alcasid

## Special Guest
- RuPaul
- Moophs
- Douglas Nierras
- Jojie Dingcong

## Riassunto episodi

### Episodio 1 –Mabu-Heeey!
Il primo episodio della prima edizione filippina si apre con le concorrenti che entrano nell'atelier. La prima a entrare è Corazon, l'ultima è Xilhouete. Paolo Ballesteros fa il suo ingresso annunciando l'inizio di una nuova edizione e dando il benvenuto alle concorrenti.
- La mini sfida: le concorrenti devono posare per un servizio fotografico con una scenografia a tema Darna, storica supereroina dei fumetti filippina, dove devono posare a mezz'aria mentre devono resistere al vento generato da un ventilatore. La vincitrice della mini sfida è Marina Summers.
- La sfida principale: le concorrenti prendono parte al Totally Impressive Talent Extravaganza, ovvero una gara di talenti, esibendosi davanti ai giudici. Paolo Ballesteros ritorna nell'atelier per vedere i preparativi della sfida, inoltre, aiuta le concorrenti con vari consigli su come dare il massimo per mostrare il proprio talento e discutono sul contributo della comunità LGBTQI+ all'interno del paese. Le concorrenti decidono di esibirsi nelle seguenti categorie:

| Concorrente           | Talento dell'esibizione  |
| --------------------- | ------------------------ |
| Marina Summers        | Canto e ballo            |
| Brigiding             | Trucchi di magia         |
| Turing                | Esibizione contemporanea |
| Eva Le Queen          | Spoken word              |
| Corazon               | Ballo barangay           |
| Lady Morgana          | Sketch comico            |
| Minty Fresh           | Canto e ballo            |
| Viñas DeLuxe          | Sketch comico            |
| Prince                | Burlesque                |
| Xilhouete             | Pittura                  |
| Gigi Era              | Ballo                    |
| Precious Paula Nicole | Ballo tradizionale       |

Giudice ospite della puntata è Pops Fernandez. Il tema della sfilata è Ter-no She Betta Don't, dove le concorrenti devono sfoggiare un abito con un terno. Paolo Ballesteros dichiara Corazon, Brigiding, Gigi e Precious salve e lascia le altre concorrenti sul palco per le critiche. Lady Morgana e Prince sono le peggiori, mentre Minty Fresh è la migliore della puntata.
- L'eliminazione: Lady Morgana e Prince vengono chiamate ad esibirsi con la canzone Tala di Sarah Geronimo. Lady Morgana si salva, mentre Prince viene eliminata dalla competizione.

### Episodio 2 –Sagalamazon
Il secondo episodio si apre con le concorrenti che rientrano nell'atelier dopo l'eliminazione di Prince, con Morgana grata di aver ricevuto un'altra possibilità da parte dei giudici. Intanto le concorrenti si complimentano con Minty per la prima vittoria dell'edizione.
- La mini sfida: le concorrenti prendono parte al gioco del palosebo, con lo scopo di afferrare in minor tempo possibile la bandiera posta in cima al palo. La vincitrice della mini sfida è Corazon.
- La sfida principale: le concorrenti devono realizzare un outfit d'alta moda a tema Flores de Mayo utilizzando come base dei fiori e materiali non convenzionali. Avendo vinto la mini sfida, Corazon ha la possibilità di scegliere per prima i materiali da utilizzare per la sfida. Paolo Ballesteros e Rajo Laurel ritornano nell'atelier per aiutare le concorrenti con vari consigli su come eccellere in una sfida di design.

Giudice ospite della puntata è Pokwang. Il tema della sfilata è Sagalamazon, dove le concorrenti devono presentare l'outfit appena creato. Paolo Ballesteros dichiara Xilhouete, Marina, Eva, Brigiding e Morgana salve, e lascia le altre concorrenti sul palco per le critiche. Turing e Corazon sono le peggiori, mentre Viñas DeLuxe è la migliore della puntata.
- L'eliminazione: Turing e Corazon vengono chiamate ad esibirsi con la canzone I'm Feeling Sexy Tonight di Chona Cruz. Turing si salva, mentre Corazon viene eliminata dalla competizione.

### Episodio 3 –Pop Off Ate!
Il terzo episodio si apre con le concorrenti che rientrano nell'atelier dopo l'eliminazione di Corazon, con Gigi e Turing disposte a tutto per dimostrare ai giudici le proprie qualità. Il giorno successivo nell'atelier, le concorrenti discutono sulla reazione eccessiva di Brigiding avuta durante l'Untucked.
- La mini sfida: le concorrenti prendono parte alle elezioni per la prima presidente drag queen, per votare ogni concorrente deve stilare una classifica delle avversarie classificandole dal primo al nono posto. La vincitrice della mini sfida è Precious Paula Nicole.
- La sfida principale: le concorrenti, divise in due gruppi, devono scrivere, produrre e coreografare un numero da girl group. Precious e Brigiding, rispettivamente la migliore e la peggiore della mini sfida, saranno i capitani e potranno scegliere i membri del proprio gruppo. Precious sceglie per il suo gruppo Viñas, Minty, Gigi e Xilhouete, mentre Brigiding sceglie Marina, Turing, Morgana ed Eve. Una volta scritto il pezzo, ogni gruppo va nella sala registrazione, dove Nadine Lustre e Moophs danno loro consigli e aiuto per la registrazione del pezzo. Durante le registrazioni delle tracce Minty e Brigiding hanno avuto dei problemi nel rendere le loro strofe accattivanti mentre Viñas e Turing hanno ricevuto complimenti per le loro armonie. Successivamente ogni gruppo raggiunge il palco principale per organizzare la coreografia, il gruppo di Brigiding ha avuto problemi sull'organizzazione della coreografia, mentre il gruppo di Precious è molto preparato per l'esibizione.

| Concorrenti           | Nome girl group   | Brano della performance                 |
| --------------------- | ----------------- | --------------------------------------- |
| Gigi Era              | Pink Pussy Energy | "Pop Off Ate" (Pink Pussy Energy Remix) |
| Minty Fresh           | Pink Pussy Energy | "Pop Off Ate" (Pink Pussy Energy Remix) |
| Precious Paula Nicole | Pink Pussy Energy | "Pop Off Ate" (Pink Pussy Energy Remix) |
| Viñas DeLuxe          | Pink Pussy Energy | "Pop Off Ate" (Pink Pussy Energy Remix) |
| Xilhouete             | Pink Pussy Energy | "Pop Off Ate" (Pink Pussy Energy Remix) |
| Brigiding             | Flexbomb Girls    | "Pop Off Ate" (Flexbomb Girls Remix)    |
| Eva Le Queen          | Flexbomb Girls    | "Pop Off Ate" (Flexbomb Girls Remix)    |
| Lady Morgana          | Flexbomb Girls    | "Pop Off Ate" (Flexbomb Girls Remix)    |
| Marina Summers        | Flexbomb Girls    | "Pop Off Ate" (Flexbomb Girls Remix)    |
| Turing                | Flexbomb Girls    | "Pop Off Ate" (Flexbomb Girls Remix)    |

Giudice ospite della puntata è Nadine Lustre. Il tema della sfilata è Shake, Rattle & Rampa, dove le concorrenti devono sfoggiare un abito ispirato ad una creatura del folklore filippino. Durante i giudizi viene chiesto alle concorrenti, chi secondo loro merita di essere eliminata. Dopo la sfilata e le critiche dei giudici, Paolo Ballesteros dichiara Xilhouete e Gigi Era sono le peggiori, mentre Turing è la migliore della puntate.
- L'eliminazione: Xilhouete e Gigi Era vengono chiamate ad esibirsi con la canzone Glamazon di RuPaul. Xilhouete si salva, mentre Gigi Era viene eliminata dalla competizione.

### Episodio 4 –OPM Divas: The Rusical
Il quarto episodio si apre con le concorrenti che rientrano nell'atelier dopo l'eliminazione di Gigi, con Xilhouete ancora pesantemente scossa dagli eventi avvenuti durante l'Untucked, che ringrazia le altre per il loro supporto. Il giorno successivo nell'atelier, le concorrenti discutono sulla difficoltà della competizione.
- La mini sfida: le concorrenti, divise in tre squadre, prendono parte al gioco del Ten-Twenty, con lo scopo di superare più turni possibili. Il primo team è composto da Minty, Marina e Xilhouete, il secondo da Brigiding, Viñas e Precious, mentre l'ultimo è formato da Turing, Eva e Morgana. La vincitrice della mini sfida è Eva Le Queen.
- La sfida principale: le concorrenti devono esibirsi nel nuovo musical OPM Divas: The Rusical, in cui ognuna di esse dovrà impersonare una celebrità filippina eseguendo un numero di ballo di fronte ai giudici. Paolo Ballesteros ritorna nell'atelier per vedere i preparativi della sfida, inoltre, aiuta le concorrenti con vari consigli su come eccellere in un numero da musical. Una volta assegnati i copioni, le concorrenti raggiungono il palcoscenico principale, dove il coreografo Douglas Nierras organizza la coreografia per il brano. Le celebrità impersonate dalle concorrenti sono state:

| Concorrente           | Celebrità impersonata |
| --------------------- | --------------------- |
| Brigiding             | Jaya                  |
| Eva Le Queen          | Jolina Magdangal      |
| Lady Morgana          | Lea Salonga           |
| Marina Summers        | Sarah Geronimo        |
| Minty Fresh           | Moira Dela Torre      |
| Precious Paula Nicole | Regine Velasquez      |
| Turing                | Sharon Cuneta         |
| Viñas Deluxe          | Zsa Zsa Padilla       |
| Xilhouette            | Pilita Corrales       |

Giudice ospite della puntata è Regine Velasquez. Il tema della sfilata è Perlas Ng Sinilangan, dove le concorrenti devono sfoggiare un abito ricoperto di perle. Paolo Ballesteros dichiara Brigiding, Eva e Minty salve, e lascia le altre concorrenti sul palco per le critiche. Turing e Lady Morgana sono le peggiori, mentre Precious Paula Nicole è la migliore della puntata.
- L'eliminazione: Turing e Lady Morgana vengono chiamate ad esibirsi con la canzone Shine di Regine Velasquez. Lady Morgana si salva, mentre Turing viene eliminata dalla competizione.

### Episodio 5 –Miss Shutacca
Il quinto episodio si apre con le concorrenti che rientrano nell'atelier dopo l'eliminazione di Turing, con Morgana disposta a tutto di dimostrare ai giudici il suo talento. Intanto Brigiding si sente molto amareggiata visto il suo percorso molto altalenante.
- La sfida principale: le concorrenti prendono parte alla prima edizione dei Miss Shutacca Queen Beauty Pageant, ovvero un concorso di bellezza per drag queen. Durante il concorso ogni concorrente dovrà interpretare un personaggio con una distinta personalità, partecipare ad una gara di talenti, sfilare con un costume da bagno e un abito da sera ed, infine, prendere parte all'intervista delle reginette. Durante l'assegnazione dei copioni molte concorrenti hanno delle preferenze sui vari ruoli da fare, ma alla fine decidono di basarsi sulle abilità di ognuna. Una volta assegnati i copioni, le concorrenti raggiungono il palcoscenico principale, dove il coreografo Douglas Nierras organizza la coreografia per lo spettacolo. Le reginette impersonate dalle concorrenti sono state:

| Concorrente           | Reginetta impersonata |
| --------------------- | --------------------- |
| Brigiding             | Miss Jologs           |
| Eva Le Queen          | Miss Stateside        |
| Lady Morgana          | Miss Santa Santita    |
| Marina Summers        | Miss Makyondi         |
| Minty Fresh           | Miss Bitchesa         |
| Precious Paula Nicole | Miss Shunga           |
| Viñas DeLuxe          | Miss Tarantela        |
| Xilhouete             | Miss Kabogera         |

Giudice ospite della puntata è Pia Wurtzbach. Il tema della sfilata è Pink Pak Boom, dove le concorrenti devono sfoggiare un abito completamente rosa. Paolo Ballesteros dichiara Minty ed Eva salve, e lascia le altre concorrenti sul palco per le critiche. Lady Morgana e Brigiding sono le peggiori, mentre Marina Summers è la migliore della puntata.
- L'eliminazione: Lady Morgana e Brigiding vengono chiamate ad esibirsi con la canzone Ate Sandali di Maris Racal. Brigiding si salva, mentre Lady Morgana viene eliminata dalla competizione.

### Episodio 6 –Snatch Game KNB?
Il sesto episodio si apre con le concorrenti che rientrano nell'atelier dopo l'eliminazione di Morgana, con Viñas triste per l'uscita di una sua cara amica. Successivamente Xilhouete afferma che vuole dimostrare ai giudici il proprio talento, con l'obiettivo di vincere la prossima sfida.
- La sfida principale:  le concorrenti prendono parte alla sfida più attesa in ogni edizione dello show, lo Snatch Game. Jon Santos e Jojie Dingcong sono i concorrenti del gioco. Le concorrenti devono scegliere una celebrità e impersonarla per l'intero gioco, con lo scopo di essere il più divertenti possibili. Paolo Ballesteros ritorna nell'atelier per vedere quali personaggi sono stati scelti, inoltre, aiuta le concorrenti con vari consigli per dare il meglio nel gioco. Come già accaduto in varie versioni internazionali, una concorrente si presenta con due impersonificazioni, infatti Viñas, incomincia il gioco impersonando Kris Aquino per poi cambiare durante il gioco con Boy Abunda. Le celebrità scelte dalle concorrenti sono state:

| Concorrente           | Celebrità impersonata   |
| --------------------- | ----------------------- |
| Brigiding             | Elizabeth Ramsey        |
| Eva Le Queen          | Rufa Mae Quinto         |
| Marina Summers        | Gloria Macapagal-Arroyo |
| Minty Fresh           | Maria Sofia Love        |
| Precious Paula Nicole | Charo Santos-Concio     |
| Viñas DeLuxe          | Kris Aquino/Boy Abunda  |
| Xilhouete             | Dr. Vicki Belo          |

Il tema della sfilata è Two-in-One Ru-velation, dove le concorrenti devono sfoggiare due abiti in uno. Paolo Ballesteros dichiara Precious salva, e lascia le altre concorrenti sul palco per le critiche. Brigiding e Minty Fresh sono le peggiori, mentre Xilhouete è la migliore della puntata.
- L'eliminazione: Brigiding e Minty Fresh vengono chiamate ad esibirsi con la canzone Amakaboger di Maymay Entrata. Minty Fresh si salva ma Paolo Ballesteros decide di non voler eliminare Brigiding perché pensa che ci sia del vero potenziale, quindi la salva e non c'è nessuna eliminazione.

### Episodio 7 –Shop Shop Ladies Ball
Il settimo episodio si apre con le concorrenti che rientrano nell'atelier dopo la mancata eliminazione, con Brigiding grata di avere ancora una possibilità per dimostrare le sue qualità. Il giorno successivo nell'atelier, le concorrenti discutono sulle pressioni che ogni giorno devono affrontare durante la competizione.
- La mini sfida: le concorrenti devono posare per un servizio fotografico, dove dovranno posare completamente nude. La vincitrice della mini sfida è Minty Fresh.
- La sfida principale: le concorrenti partecipano al Shop Shop Ladies Ball, dove presenteranno due look differenti; il secondo dovrà essere cucito e assemblato a mano. Le categorie sono:
  - Shop-ulence, She Buys Everything!: un look perfetto per una giornata di shopping;
  - Divi Divas: un look realizzato in giornata con materiali, stoffe e parrucche provenienti dal centro commerciale Divisoria.

Paolo Ballesteros dichiara Brigiding salva, e lascia le altre concorrenti sul palco per le critiche. Eva Le Queen e Viñas DeLuxe sono le peggiori, mentre Minty Fresh è la migliore della puntata.
- L'eliminazione: Eva Le Queen e Viñas DeLuxe vengono chiamate ad esibirsi con la canzone Born Naked di RuPaul ft. Clairy Browne. Eva Le Queen si salva, mentre Viñas DeLuxe viene eliminata dalla competizione.

### Episodio 8 –Twinning!
L'ottavo episodio si apre con le concorrenti che rientrano nell'atelier dopo l'eliminazione di Viñas, dove Precious ed Eva hanno un crollo emotivo perché sono terribilmente dispiaciute per l'esclusione di una loro cara amica, anche se alcune concorrenti sono rimaste stupite dal comportamento arrendevole di Viñas al playback. Il giorno successivo nell'atelier ad introdurre la sfida insieme a Paolo Ballesteros, c'è Patrick Starrr, nota drag queen filippino-statunitense.
- La mini sfida: le concorrenti devono "leggersi" a vicenda, ovvero dirsi qualcosa di cattivo l'un l'altra in modo scherzoso. La vincitrice della mini sfida è Eva Le Queen.
- La sfida principale: le concorrenti devono fare un make-over, cioè truccare e preparare un loro familiare o amico per farli diventare simili in drag. Mentre le concorrenti e i conoscenti si preparano per la sfida, li raggiunge nuovamente Paolo Ballesteros, che dà aiuto e parla del supporto dei conoscenti nei confronti delle concorrenti.

| Concorrente           | Conoscente (Nome Reale) | Conoscente (Nome in Drag) |
| --------------------- | ----------------------- | ------------------------- |
| Brigiding             | John Paul Aricheta      | Tigiding                  |
| Eva Le Queen          | Marvin Alexi            | Luna Le Queen             |
| Marina Summers        | Mariel Sabrina Sampilo  | Marites Summers           |
| Minty Fresh           | Rizza Ortiz             | Berry Fresh               |
| Precious Paula Nicole | John Carl Zaldivar      | Precious Chona Nicole     |
| Xilhouete             | Gel Jimenez             | Xhadow                    |

Giudice ospite della puntata è Patrick Starrr. Il tema della sfilata è Twinning, dove le concorrenti e i loro conoscenti devono sfoggiare dei look simili, che rappresenti la loro famiglia drag. Dopo la sfilata e le critiche dei giudici, Paolo Ballesteros dichiara Brigiding e Minty Fresh le peggiori, mentre Xilhouete è la migliore della puntata.
- L'eliminazione: Brigiding e Minty Fresh vengono chiamate ad esibirsi con la canzone Dyosa di Yumi Lacsamana. Minty Fresh si salva, mentre Brigiding viene eliminata dalla competizione.

### Episodio 9 –Charot of Fire
Il nono episodio si apre con le concorrenti che rientrano nell'atelier dopo l'eliminazione di Brigiding, con le concorrenti sono al settimo cielo per essere le ultime cinque rimaste. Successivamente fanno il calcolo delle vittorie di tutte, e discutono su chi sarà la prossima eliminata prima della proclamazione delle finaliste.
- La sfida principale: le concorrenti devono cantare, ballare ed esibirsi dal vivo sulla canzone di RuPaul, Champion e poi devono prendere parte ad un'intervista con Paolo Ballesteros e KaladKaren.

Mentre si stanno preparando per la sfida, a una ad una le concorrenti prendono parte all'intervista con Paolo Ballesteros e KaladKaren che pongono domande sulla loro esperienza in questa edizione di Drag Race Philippines.
Giudice ospite della puntata è Boy Abunda. I temi della sfilata sono LED There Be Light e Come In Your Best Drag, dove le concorrenti devono sfoggiare rispettivamente un abito che si illumina al buio e, successivamente, con il loro abito migliore. Durante i giudizi viene chiesto alle concorrenti, perché meritano di essere incoronate la vincitrice ed ottenere il titolo di prima Drag Superstar filippina. Dopo la sfilata e le critiche dei giudici, Paolo Ballesteros dichiara Minty Fresh e Xilhouete le peggiori della puntata, mentre Marina Summers è la migliore della puntata ed accede alla finale, Eva Le Queen e Precious Paula Nicole si salvano ed accedono alla finale.
- L'eliminazione: Minty Fresh e Xilhouete vengono chiamate a esibirsi con la canzone You'll Always be My Number One di Vernie Varga. Xilhouete si salva e accede alla finale mentre Minty Fresh viene eliminata dalla competizione.

### Episodio 10 –Grand Finale
Il decimo ed ultimo episodio di quest'edizione si apre con le concorrenti precedentemente eliminate che si esibiscono con Paolo Ballesteros sulla canzone Point of No Return di Zsa Zsa Padilla. Dopodiché le quattro finaliste, dopo aver sfilato nelle categorie, Bongga Camp Day ed Indigenous Extravaganza, devono esibirsi in playback chiamati Lipsync For The Crown in cui due concorrenti dovranno scontrarsi in un playback ed, alla fine, le concorrenti che hanno superato i playback iniziali dovranno esibirsi in un playback finale e da lì sarà proclamata la vincitrice della stagione. Queste esibizioni saranno decise da una ruota della fortuna, dove due concorrenti saranno scelte nel competere nel primo round, mentre quelle non scelte dovranno esibirsi fra di loro nel secondo playback.
Prima del torneo finale, viene eletta la Miss Congeniality dell'edizione che, come accade nella versione statunitense, è stata scelta dalle concorrenti stesse. A vincere il titolo è stata Lady Morgana.
La ruota dei playback sceglie il nome di Precious ed Eva, quindi Xilhouete e Marina si sfideranno insieme nel secondo playback. Precious Paula Nicole ed Eva Le Queen si esibiscono in playback con la canzone Sissy That Walk di RuPaul. Precious Paula Nicola riesce a passare alla sessione finale, mentre Eva Le Queen viene eliminata. Xilhouete e Marina Summers si esibiscono in playback con la canzone Call Me Mother di RuPaul. Alla fine dell'esibizione Marina Summers riesce a passare alla sessione finale, mentre Xilhouete viene eliminata.
Nel duello finale, si scontrano Marina Summers e Precious Paula Nicole con la canzone Sirena di Gloc-9 ed Ebe Dancel. Dopo l'esibizione, Paolo Ballesteros dichiara Precious Paula Nicole vincitrice della prima edizione di Drag Race Philippines.